# 埃尔科卡尔
埃尔科卡尔是巴拿马洛斯桑托斯省拉斯塔布斯区的一个城市，2010年是人口为1,889。 该市2000年时人口为1,239，1990年时人口为1,486。